# هیجان‌ها (ترانه ماریا کری)
«هیجان‌ها» (انگلیسی: Emotions) ترانه‌ای از خواننده و ترانه‌سرای آمریکایی ماریا کری از دومین آلبوم استودیویی‌اش هیجان‌ها (۱۹۹۱) است. این ترانه به‌عنوان تک‌آهنگ آغازین آلبوم در ۱۳ اوت ۱۹۹۱ توسط کلمبیا رکوردز منتشر شد. از نظر موسیقایی، این ترانه به‌شدت تحت‌تأثیر موسیقی دیسکو دهه ۱۹۷۰ میلادی است و گستره صوتی وکال و به‌کار بردن گستره صوتی سوت از سوی خواننده را به نمایش می‌گذارد.